# Ukamaka Olisakwe
Ukamaka Evelyn Olisakwe (sinh ngày 24 tháng 10 năm 1982) là tác giả, nhà văn viết truyện ngắn và nhà biên kịch về nữ quyền người Nigeria. Năm 2014, cô được chọn là một trong 39 nhà văn dưới 40 tuổi hứa hẹn nhất khu vực Châu Phi Hạ Sahara, được giới thiệu trong dự án Africa39 và góp mặt trong tuyển tập Africa39: New Writing from Africa South of the Sahara (biên soạn bởi Ellah Allfrey).

## Đời sống và giáo dục
Ukamaka Evelyn Olisakwe sinh ra và lớn lên tại Kano State, Bắc Nigeria. Cha mẹ của cô đến từ vùng Đông Nigeria. Cô đã hoàn thành giáo dục trung học ở Bắc Nigeria và sau đó lấy bằng ngành Khoa học Máy tính từ Đại học Bách khoa Tiểu bang Abia, in Aba, Nigeria.
Cô kết hôn George Nwanosike Olisakwe và họ sinh sống ở Đông Nigeria với ba người con.

## Sự nghiệp viết văn
Cuốn tiểu thuyết đầu tay của Olisakwe Eyes of a Goddess được xuất bản vào năm 2012.
Cô đã viết ra rất nhiều truyện ngắn và các bài báo, đa số các văn bản đã từng xuất hiện trên blog và tạp chí trực tuyến như Olisa.tv, Saraba, Sentinel Nigeria và Short Story Day Africa. Cô rất nổi bật trên BBC. Các bài tiểu luận của cô từng xuất hiện trên The New York Times và nhiều tạp chí như Nigerian Telegraph và African Hadithi. Cô viết kịch bản cho The Calabash là một bộ phim truyền hình được sản xuất và đạo diễn bởi Obi Emelonye và được công chiếu vào tháng 1 năm 2015 tại Showcase Africa Magic.
Olisakwe quản lý blog cho "Chương trình cố vấn tài trợ", một dự án của Trung tâm văn hóa châu Phi, và là đồng điều phối viên tại Hội thảo Lagos.
Cô là khách mời và thành viên hội đồng quản trị vào năm 2014 Liên hoan sách và nghệ thuật Ake và Liên hoan Hay.
Cô cũng là một đại biểu tại Đại hội Châu Phi Pan lần thứ 8 Lưu trữ ngày 27 tháng 12 năm 2014 tại Wayback Machine được tổ chức tại Ghana.
Olisakwe được chọn là một trong 39 nhà văn dưới 40 tuổi triển vọng nhất từ Châu Phi Hạ Sahara và cộng đồng người Do Thái trong dự án Africa39 – một sáng kiến của Liên hoan Hay và Câu lạc bộ sách Rainbow nhằm kỉ niệm sự kiện Thủ đô Sách Thế giới 2014 của UNESCO – và cô được đưa vào tuyển tập Africa39: New Writing from Africa South of the Sahara (biên soạn Ellah Allfrey). Đóng góp của Olisakwe "This Is How I Remember it" được một nhà phê bình mô tả là "lời tường thuật rõ ràng về sự thức tỉnh lãng mạn của một cô gái Nigeria" và một câu chuyện "rất hay, tác phẩm khiến chúng tôi mong đợi nhiều hơn", trong khi một nhà phê bình khác mô tả tác phẩm như là một "câu chuyện hấp dẫn về sự lãng mạn vị thành niên, sự lừa dối và khao khát".
Năm 2016, Olisakwe là thành viên trong Chương trình Viết Quốc tế của Đại học Iowa.

## Bài giảng
Olisakwe là khách mới tại Liên hoan Writivism 2015 ở Kampala, Uganda, nơi cô dạy một lớp học thạc sĩ về truyện giả tưởng. Ngày 28 tháng 5 năm 2015, cô ấy nói về cách "Bạn có thể dừng liệu thống kê cái chết của bà mẹ tiếp theo" tại TEDxGarki.

## Công nhận
- 2014: Lọt vào danh sách 39 nhà văn dưới 40 tuổi thuộc dự án Africa39.
- 2014: Lọt vào danh sách This Is Africa's "Best 100 Books 2010–2014" với Eyes of a Goddess.[19]

## Tác phẩm tiêu biểu

### Tiểu thuyết
- — (2012). Eyes of a Goddess. Piraeus Books. ISBN 9780985203818.

### Truyện ngắn
- — (tháng 5 năm 2011). "Girl to Woman". Sentinel Nigeria.
- Ukamaka Olisakwe (tháng 10 năm 2014). "This is how I remember it". Africa39: New Writing from Africa South of the Sahara.

### Bài báo
- — (2013). "Of Rising and the Home-Based Nigerian Writer". Saraba. Bản gốc lưu trữ 26 tháng 12 2014. Truy cập 7 tháng 9 2018.
- — (ngày 11 tháng 3 năm 2014). "The North is Dead". African Hadithi. Bản gốc lưu trữ ngày 2 tháng 4 năm 2015. Truy cập ngày 7 tháng 9 năm 2018.
- — (ngày 1 tháng 12 năm 2014). "Growing Up Fearful in Nigeria". New York Times.
- — (ngày 8 tháng 4 năm 2015). "In Nigeria,an Election to Believe In". New York Times.